# Euselates goryi
Euselates goryi är en skalbaggsart som beskrevs av Oliver Erichson Janson 1892. Euselates goryi ingår i släktet Euselates och familjen Cetoniidae. Inga underarter finns listade i Catalogue of Life.